# Válec (motor)

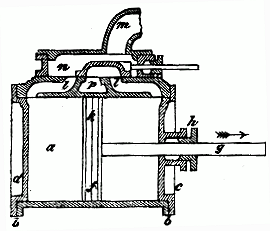
Válec parního stroje

Válec je nepohyblivá, uzavřená část pístového stroje, ve které se pohybuje píst, který koná práci. Může jít o součást hydraulického zařízení, čerpadla a hlavně spalovacího motoru nebo parního stroje.
U spalovacího motoru jsou válce spojeny v bloku a mají společnou hlavu i plášť, takové řešení se používá u vodou chlazených motorů. U vzduchem chlazených motorů jsou jednotlivé válce nezávisle připevněny ke klikové skřini.